# جمال الشوبكي
جمال عبد اللطيف صالح الشوبكي (وُلد في عام 1952 في إذنا) سياسي ودبلوماسي فلسطيني وأحد أعضاء حركة فتح، كان وزيرًا للحكم المحلي في حكومة محمود عباس، وحكومتي أحمد قريع الأولى والثانية بين عامي 2003 و2005. خلال حكومة أحمد قريع الأولى، تسلم حقيبة وزارة الشباب والرياضة.

## حياته
وُلد الشوبكي في بلدة إذنا في محافظة الخليل إبان فترة الإدارة الأردنية للضفة الغربية لعائلة فلسطينية هاجرت من قرية بيت جبرين (دُمرت خلال حرب 1948) في قضاء الخليل. يحمل درجة البكالوريوس في الجغرافيا من جامعة بيروت العربية.
حصل الشوبكي على 24,346 صوتًا في الانتخابات العامة الفلسطينية عام 1996، وصار عضوًا ممثلًا عن دائرة محافظة الخليل في المجلس التشريعي الفلسطيني الأول.
في 30 مارس 2003، عُين وزيرًا للحكم المحلي في حكومة محمود عباس التي استمرت حتى 5 أكتوبر 2003. استمر الشوبكي بمنصبه وزيرًا للحكم المحلي ضمن حكومة أحمد قريع الأولى، وفي حكومة أحمد قريع الثانية حتى 24 فبراير 2005. كان وزيرًا للشباب والرياضة خلال حكومة أحمد قريع الأولى.
في 25 يونيو 2006، قدم أوراق اعتماده سفيرًا لدولة فلسطين لدى السعودية واستمر في المنصب حتى عام 2013. لاحقًا كان بين عامي 2014 و2017 سفيرًا لدولة فلسطين لدى مصر ومندوبًا لها لدى الجامعة العربية. في عام 2009، عُقد المؤتمر السادس لحركة فتح في بيت لحم، وفاز بعضوية المجلس الثوري لحركة فتح الذي استمر حتى عام 2017.
عُين في 1 نوفمبر 2017 سفيرًا لدولة فلسطين لدى المغرب، وفي 26 يناير 2018، قدم أوراق اعتماده سفيرًا لفلسطين إلى الملك المغربي.